# Мускус
С терминът мускус (Moschus Moschiferus) се назовава цял клас от ароматни съставки. Естественият източник на етерично масло от мускус са перинеалните жлези на мускусния елен. Мускусът намира приложение като базова нотка в парфюмите и е високо ценена суровина.

## Описание
Естественият мускус е червено-кафява субстанция. Появява се при полово зрели животни с появата на репродуктивната им способност. Изсушен не издава миризма.

## Етимология
„Мускус“ идва от гръцкото μόσχος 'москхос', през персийското 'мушк', вероятно от санскрит मुष्क muṣka – тестис, умалително на मूष् mūṣ (мишка), тъй като жлезата на елена наподобява скротум.

## Добиване
Мускусът може да бъде извлечен по три начина:
- По естествен път от жлезите на мускусния елен. Естествено извлечената съставка е сред най-скъпите животински продукти. На черния пазар естествено извлеченият мускус е по-скъп от златото;
- От растения; Някои растения, като ангелика и зърната на вид хибискус, също произвеждат съединения с животински нотки, които копират мускус;
- Синтетично. В наши дни са синтезирани стотици варианти с различна интензивност и характер, като галаксолид, хабанолид, етил месингов, алил амилов гликолат и др. Почти изцяло мускусът се добива по този начин, след като през 1979 г. е забранено добиването на естествен мускус, заради обявяването на мускусния елен за застрашен вид. Интересен факт за открития синтетичния мускус е, че е получен случайно докато ученият Albert Baur е експериментирал с TNT експлозиви.

## Приложение
Мускусът е един от най-противоречивите аромати, ползвани в парфюмерията. Това, което прави мускуса предпочитана основа за много парфюми, е неговата уникална способност да балансира парфюмната композиция и ѝ позволи по-дълготраен живот. Той е и една от най-често използваните съставки, която се среща в почти всеки трети парфюм. Мускусът има изключително силна миризма с облагородяващ и фиксиращ ефект, която се използва в парфюмерията още от античността. В наши дни мускус е име, което свързваме с оригинални и луксозни парфюми, в повечето случаи кафяви на цвят, характеризиращи се с много силен аромат.
В миналото е имало мит, че мускусът е отличен афродизиак, благодарение на натуралните си феромони и приликата си с миризмата на тестостерон.